# Lee's Summit
Lee's Summit je město v americkém státě Missouri. Nachází se v Jackson County a Cass County. Ve městě žije přibližně 101 tisíc obyvatel. Jde o 6. nejlidnatější město v Missouri.
| Rok          | Počet obyvatel | % ±     |
| ------------ | -------------- | ------- |
| 1880         | 693            | —       |
| 1890         | 1 369          | 97,5 %  |
| 1900         | 1 453          | 6,1 %   |
| 1910         | 1 455          | 0,1 %   |
| 1920         | 1 467          | 0,8 %   |
| 1930         | 2 035          | 38,7 %  |
| 1940         | 2 263          | 11,2 %  |
| 1950         | 2 554          | 12,9 %  |
| 1960         | 8 267          | 223,7 % |
| 1970         | 16 230         | 96,3 %  |
| 1980         | 28 741         | 77,1 %  |
| 1990         | 46 418         | 61,5 %  |
| 2000         | 70 700         | 52,3 %  |
| 2010         | 91 364         | 29,2 %  |
| 2020         | 101 108        | 10,7 %  |
| 2023 (odhad) | 104 638        | 3,5 %   |